# 国立がん研究センター
国立研究開発法人国立がん研究センター（こくりつがんけんきゅうセンター、英語: National Cancer Center）は、日本の国立研究開発法人。国立高度専門医療研究センター（ナショナルセンター）の一つであり、日本におけるがん征圧の中核拠点として、がんその他の悪性新生物に対する診療、研究、技術開発、治験、調査、政策提言、人材育成、情報提供を行う。
厚生労働省直営の施設等機関であった旧国立がんセンターは、2010年からの独立行政法人化後、数々の改革を経て、2015年から国立研究開発法人に移行している。

## 国立がん研究センターの目的と業務
高度専門医療に関する研究等を行う独立行政法人に関する法律第3条第1項によると、その目的は「がんその他の悪性新生物に係る医療に関し、調査、研究および技術の開発ならびにこれらの業務に密接に関連する医療の提供、技術者の研修などを行うことにより、国の医療政策として、がんその他の悪性新生物に関する高度かつ専門的な医療の向上を図り、もって公衆衛生の向上および増進に寄与すること」とある。
具体的な業務は次の通りである（同法第13条）。
- がんその他の悪性新生物に係る医療に関し、調査、研究及び技術の開発を行う（第1号）。
- がんその他の悪性新生物に係る業務に密接に関連する医療を提供する（第2号）。
- がんその他の悪性新生物に係る医療に関し、技術者の研修を行う（第3号）。
- 研修に係る成果の普及及び政策の提言を行う（第4号）。
- これらに附帯する業務を行う（第5号）。

## 国立がんセンターの歴史

### 設立の経緯 - 病院・研究所・運営部の三者体制の確立（1961-62年）

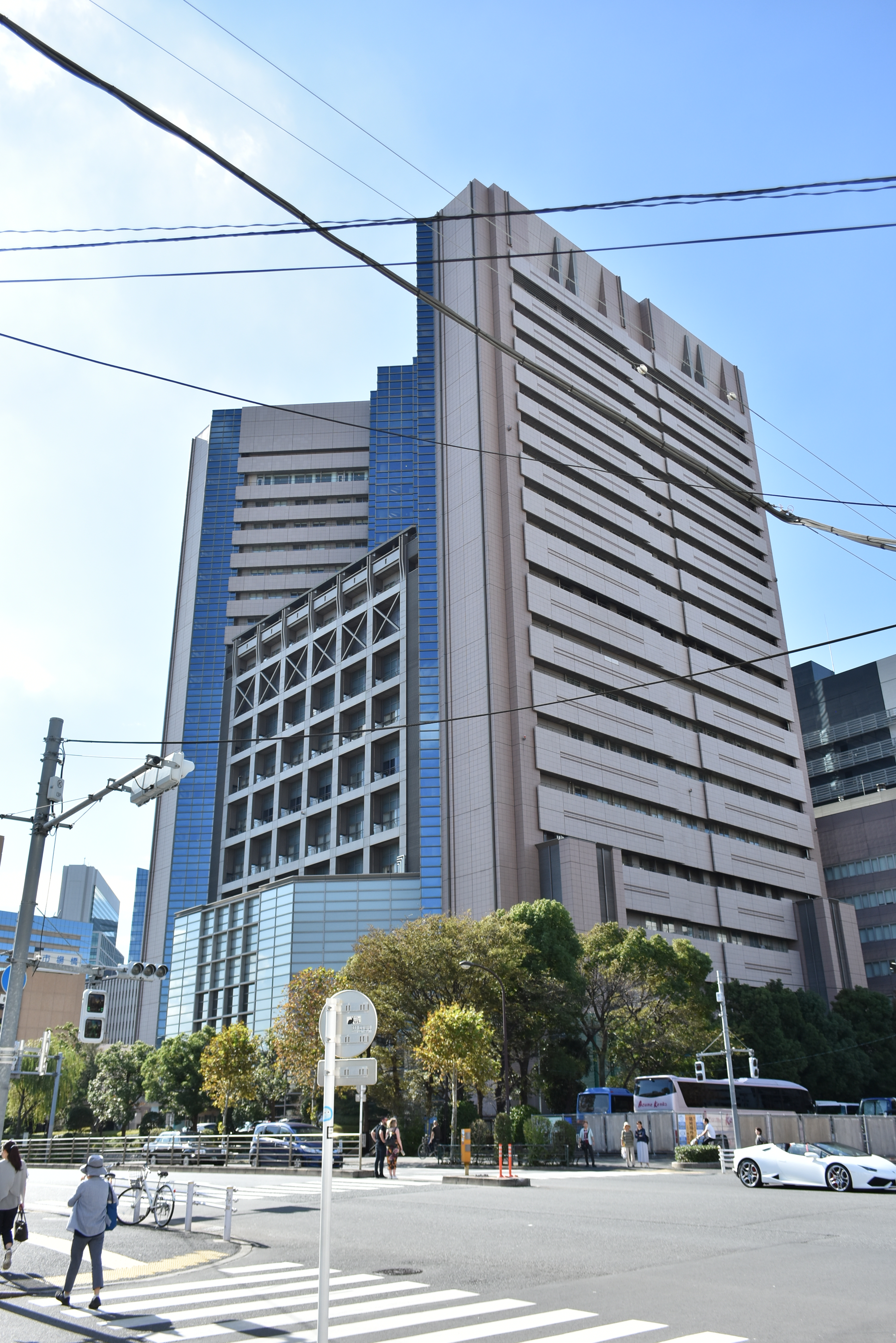
東側より見る

日本では第二次世界大戦後、それまでの感染症に代わり悪性新生物（がん）による死亡率が急速に上昇し、1953年には死因の二位となり、その翌年から全国の国立大学にがん診療施設が設けられることになった。やがて、そうした各地のがん診療施設の拠点となる国立機関の必要性がうたわれるようになり、1959年、厚生省が「がんセンター」を発表。翌1960年、「国立がんセンター設立準備委員会」が立ち上げられた。当初の構想では、財団法人癌研究会（癌研）を吸収するかたちでの一本化も考えられていたが、設立準備委員会での議論の結果、癌研と並立するかたちで設立されることになった。
厚生大臣・灘尾弘吉が医学界の最高権威を幹部にすることで優れた研究者を集めるようにし、それまでと違った病院スタイルを打ち出そうと発案。「センター」という言葉は、灘尾が内務省の若手のとき、欧米の資料を翻訳するに当たり、訳語を作らず、そのまま「センター」として使ったのが始まりで、漢字、平仮名、片仮名の混ざった看板を書く灘尾には感慨があった。「センター」という言葉はここから広く使われるようになった。1961年度予算で建設費、初年度運営費など9億5千万円が計上され、予定地となった東京都中央区築地の旧海軍軍医学校の建物の改装が始まる。初代総長には田宮猛雄（日本医学会会長）が選ばれた。当時の日本医師会会長でがんセンター設立の立役者の一人であった武見太郎が、脱学閥、脱派閥による人物本位の人材起用を提言しており、派閥中立的な田宮に白羽の矢が立ったのである。
田宮は、病院長に久留勝（大阪大学癌研究所長）を、研究所長に中原和郎（癌研究所長）を指名し、がんセンターの組織作りにあたった。このときの組織作りで特徴的だったのが、武見太郎の見識によって、病院と研究所を有機的につなぐために、両者のコーディネーター役として運営部を独立させたことである。運営部の存在によって組織内の医師や研究者がその本来の職務に専念できるようになり、また、同時に運営部は、全国的ながん対策の中核としての機能も果たすことになった。そして、総長は、これら病院、研究所、運営部の三組織を統轄する者として位置づけられた（がんセンターのシンボルマークは、病院・研究所・運営部が一つの共同体であることを象徴させたものでもある）。

### センター病院開院（1962年）と黎明期の発展（1960年代）
当初の計画が大幅にずれ込み、1962年5月、センター病院が開院。久留が「年増芸者がお白粉を塗ったくったようだった」 と振り返るように、当時の建物は亀裂の入った壁や雨漏りのする病室があちこちにある、ひどい環境であった。また、開院当初は、学閥を無視して全国各地の大学から業績主義によって気骨のある医師を集めたために、カルテの様式も手術の方式もまちまちであり、たとえば、手術の場合は、久留院長は久留外科方式、東大の人は東大方式、慶応の人は慶応方式といったありさまであった。しかし、やがて、こうした初期の混乱期は、「久留天皇」の異名をとった久留院長の陣頭指揮と、各分野のエキスパートたちの切磋琢磨によって乗り越えられていくことになった。とくに、大学病院流の各科並列のセクショナリズムを廃し、臓器単位の横断的な診療体制が確立され、各臓器の症例検討は、深夜に及ぶまで活発な議論が交わされた。
また、開院後のもう一つの混乱として、当時の総婦長・石本茂が推進した「高レベルの看護体制」に対する医師の反発が挙げられる。石本は、がんセンターが通常の病院と異なり、重症のがん患者を抱えており、充実した身体的、精神的ケアが要されることから、「単なる医師の小間使いや雑役係を乗り越え」なければならないと考えたのである。この構想は、多くの医師の反発にあいながらも、着実に実践されていくことになった。しかし、病院職員の定員は限られており、看護体制の充実という理想と定員増のない現実の間の葛藤は、今日まで続いている。
他方で、研究所の方では、研究所長の中原和郎が、病院附属臨床研究所といった色彩の強かった当初の構想を飛び越え、基礎研究重視の研究所づくりを進めた。しかも、若い人材が多く、生化学、分子生物、生物物理、薬理、有機化学、実験病理など分野も多岐にわたっており、病理畑の勢力の強かった当時の癌学会のなかでは「あんなやり方で、がん研究など出来る訳がない。あれは、中原先生のホビーだ」 という声もあがっていた。しかし、幅広い基礎研究を土台にした研究所は、臨床研究では得られない数多くの国際的な成果を挙げていくことになった。
開設後最初の十年は、胃がん、肺がんの早期診断法、肝硬変、肝がんの安全な外科手術法ががんセンターを中心に確立され、研究所では動物に実験胃がんを発生させることに成功するなど、「がんの学問の世界では、国立がんセンターの業績が一頭地を抜いて輝いた時代であった」。さらには、1968年以後、タイ国立がんセンターの設立に参画したり、1971年にはWHOの国際胃がん情報センターを附設するなど、国際的にも注目と期待を集めるようになった。

### 東病院開院（1992年）と中央病院新棟竣工（1998年）
1992年に旧国立柏病院と旧国立療養所松戸病院を統合・移転して柏キャンパス（千葉県柏市）に東病院を開設。柏キャンパスにある国立初の緩和ケア病棟は、このときに旧国立療養所松戸病院に開設されていたターミナルケア病棟を発展的に引き継いだものである。翌94年には、柏キャンパスに研究所支所が開設。柏では、主に肺がん、肝がんを中心とする難治がんの診断・治療・研究ならびに終末期がん患者に対する緩和ケアの実施に取り組まれることになった。さらに、1997年には、陽子線治療棟が完成し、世界で二番目となる臨床専用の陽子線治療装置が設置された。
この東病院が「国立病院としては超一流の建物」であったことに触発され、当時のバブル経済下、築地キャンパスの病院についても「世界で最高」の新棟建設が計画された。阿部薫が総長に就任した1994年には、基礎工事も終わっており、外枠の組上げが始まろうとしていた。阿部は設計書を見るや、あまりに非現実的な計画に驚き、「舞い上がった計画をいかに現実に戻すか」に腐心することになった。こうした計画は、病院長が病院建設にほとんど関与できず、厚生労働省から出向した役人を中心とした『運営局』が、民間に比べて破格の建設費用をつぎ込んだためであり（一般に病院の建設コストは一床あたり約3千万円であるのに対して、センターの場合は7〜8千万円に達した）、これらの結果、独法化前の借金は500〜600億に達したとされている。
こうした状況下で、阿部が実施したのは、具体的には、当初の旧棟、新棟のツインタワー構想の撤回、実体の見えない臨床研究棟2フロア新設の廃止、各部の重複設備（トイレ、休憩室など）の共有化などである。結果として、1998年10月に新棟が竣工され、1999年1月より「中央病院」として診療を開始した。新棟では、HCUや計画治療棟、グループ診療制など、当時の診療の弊害をなくすための幾多の方策が実施された。
また、2000年には、厚生労働省が「ミレニアム・ゲノム・プロジェクト」におけるがん研究の中枢として国立がんセンターを指定し、翌2001年に築地の研究所に疾病ゲノムセンターが設置され、がんに関する遺伝子研究の充実が図られている。

### 官僚支配と積み重なる課題 - 独法化前夜（- 2010年）
1962年に創立されて以降、胃カメラ、消化管二重造影法、気管支鏡の開発など世界的な業績を挙げてきた国立がんセンターもやがて制度疲労を見せ始める。
始めに、病院と研究所をつなぎ両者を補佐するとされた運営部の権限の肥大化である。杉村隆がこの点を指摘した2002年の段階では、すでに、運営部長が、がんセンターの現場を補佐、代表する役割から離れ、本省の意向を単に伝達する職になってしまっていた。この運営部長は、総長に次ぐポジションであり、病院長よりも上に位置しているにもかかわらず、本省から出向した現場を知らない官僚が座っていたからだ。総長をはじめセンター幹部の人事権は厚労省に握られているため、運営部長は本省の威光をかさに絶大な権限をふるったのである。加えて、看護師、放射線技師、臨床検査技師、事務職員についても、その任命権者は総長にありながら、実際の指名者が本省になってしまっており、総長や病院長によるガバナンスが機能不全に陥っていた。こうしたガバナンスの不在は、病院事務職員の3,040万円の横領事件や麻酔科医一斉退職、数々の週刊誌沙汰などとして現れることにもなった。
また、前述したように官僚主導の病棟新設による莫大な借金（600億）の存在も重荷となった。国の特別会計からの借り入れで金利は4-5%で、返済期間は25年。年間の診療報酬収入250億円に対して、この借金の利息だけでも30億円を費やしてしまうありさまであった。そして、そのしわ寄せは現場に及び、レジデント、リサーチレジデントの劣悪な就労環境（医師の約半数は非常勤で手取りの月給が20万円ほど）ならびに臨時職員化など、人件費節約による収支あわせのみを考えた経営姿勢が進み、研究業績の低迷などとなってあらわれることになった。
独法化前の病院長であった土屋了介の当時の発言を借りれば、「日本を代表するがんの臨床現場であり、専門家がそろったこのセンターで、いま必要とされているのは、現場の自主独立だ。官僚管理を脱しない限り、世界と伍してやっていけるはずがない」状況にあった。

## 独立行政法人国立がん研究センターの歴史
国立高度専門医療センター等を除く国立病院・療養所は2004年から独立行政法人国立病院機構へ移行していたが、国立がんセンターは厚生労働省直営の施設等機関としてそのまま残されていた。2010年4月1日に国立高度専門医療センターの各組織も独立行政法人へ移行し、国立がんセンターは独立行政法人国立がん研究センターに改称されることになった。

### 独法化の狙い - 全国の公団、特殊法人改革の先鞭として
2009年11月末、行政改革の一環として独法化後のナショナルセンターのあり方を検討するため、仙谷由人行政刷新相が主宰する「独立行政法人ガバナンス検討チーム」が発足し、12月に報告書をまとめ、国立がん研究センターと国立循環器病研究センターで理事長公募が行われることになった。この公募に対しては、当時の総長の廣橋説雄を含めて5人の応募があったが、選考委員会による選考の結果、国立がん研究センターの初代の理事長予定者には、山形大学医学部および附属病院の改革で名を馳せていた嘉山孝正が選ばれた。
しかし、嘉山は、当初、各界から理事長公募への要請を受けていたものの、山形大学の改革、および全国医学部長病院長会議や国立大学医学部長病院長会議の立場から取り組んできた日本の教育改革が途上にあったこと、さらには、「がんセンターの役割、必要性に疑問を持っていた」ことから固辞していた。しかし、最終的には、「理事長就任を要請した方の、『国立がんセンターの独法化、改革は、単にセンターだけにとどまらず、全国各地にある公団、特殊法人等の改革の先鞭を付けるものだ』との一言で決断」することになったのである。
また、この結果を受けて3月には中央病院長の土屋了介が辞意を表明したため、嘉山が中央病院長を併任することになった。

### 初代理事長・嘉山孝正のもとでの改革（2010年度 - 2011年度）
2010年4月1日に新理事長として嘉山が着任すると、まずは、改革の進め方として組織改革に重点を置き、「一切の先入観をもたず、すべて白紙、一から行います。利権や縁故は一切排除し、大学の教授選考と同様に厳正に決定し」、責任の所在を明確化した上で、「今いる職員のモチベーションを高め、いかに仕事をしてもらうかを第一に考え」ることを明言。同日の告辞のなかでは、「世界トップ10〜20のがん研究・医療の展開」や「正規職員の増員、職員の福利厚生の向上」などの基本的プリンシプルが示された。
そして、独法化後2か月の間で、診療体制の抜本的な見直し、各種委員会組織の再編・統合（病院と研究所の連結）、治験の実施状況・治療成績の公開、「がん対話外来」の設置、総合内科の新設、レジデントの処遇改善、東京大学との連携大学院構想など「新生NCC」の取り組みが進められるとともに、「世界最高の医療と研究を行う」、「患者目線で政策立案を行う」とする理念と「がん難民をつくらない」などの使命が発表された。
こうした取り組みの成果も着実に見られ、たとえば、2010年10月の総合内科の設置によって、これまでのがんセンターでは見ることのできなかった合併症を抱えるがん患者にも対応できるようになり、「がん相談対話外来」については利用者のほぼすべての方が満足しているという結果が得られている 。経営改善についても、2010年4月から6月までの決算で当初の計画に比べて17億円ほど収支改善が見られ、これらを財源として、事務職員の常勤化による専門職化による管理運営部門の強化にも努めている。さらに、ドラッグラグの解消を目指して、全国377のがん診療連携拠点病院をとりまとめ、がん治療薬の治験の共同実施を行う枠組みを整備している（2011年1月より実施）。
研究面での改革は、病院と研究センターの連携を深めるために、2011年2月から「リサーチカンファレンス」を開始。病院と研究所、双方のスタッフが参加し、闊達な議論をたたかわせるカンファレンスを月1回開催し、臨床と研究の連携を強化するとともに研究成果の検証も行っている。2011年5月からは、中央病院と東病院において「バイオバンク（検体バンク）」を試験的に実施、秋から本格的な稼働に入った。さらに、島津製作所 をはじめ各企業と包括同意を結び、企業との連携を強化するとともに、産官学が連携する新研究棟の整備に入っている。産官連携では、すでに、CICSと世界初の病院設置型加速器によるホウ素中性子捕捉療法に関する共同研究が始まっている。
教育面では、「築地ユニバーシティー」「築地医学会総会」などがスタートし院内の教育体制の整備が進み、2012年度からは、慶應義塾大学、順天堂大学との連携大学院制度が開始。これによって、レジデントがセンターに籍を置きながら医学博士号を取得できるようになった。
また、人事面では、独法化以前の中央官庁や国立病院機構との「周り人事」が、独法化すぐの中央病院看護部長の異動辞令を機にとりやめられた。採用は公募制を取るようになり、11年度新卒採用の事務職員公募には定員8名に対して800人の応募があった。さらに、後述の経営改善により、2010年度中に約150人の常勤職員が採用され、派遣・委託職員の削減、処遇改善がなされたことで職員のモチベーションが高まった（就任前に不足が問題になった麻酔科医も10人から15人に増加）。
具体的な処遇改善は、派遣・委託職員の常勤化のほかに、レジデントの処遇改善（2009年度の年収350万円程度を、550万円以上に）、がん相談対話外来手当の創設（1回5000円）、観血的処置でリスクの高い業務に対する危険手当の創設（診療報酬の一定割合を医師に還元）、ガバナンス手当の創設（科長、副科長が対象。月3万円）、夜間看護手当等の改定（7600円から1万円に）、専門薬剤師手当の創設（月5000円）が挙げられる。
そして、これらの改革が進んだことで経営面でも大幅な改善を見せ、全身麻酔の手術件数、病床稼働率がいずれも約5%増加するなど、2010年度の経常利益は29.6億円（目標は3.1億円）、経常収支比率は107.2%に達した。独法化1年後のナショナルセンターに対する厚生労働省独法評価委員会高度専門医療研究部会（座長・永井良三）の業務実績評価では、6ナショナルセンターの中でトップとなった。

### 堀田理事長時代の取り組み（2012年度 - 2015年度）
2012年4月に理事長についた堀田知光は、「最先端のがん研究やがん医療に挑む」ことに加えて、がん患者の人生そのものを見据えた治療に取り組むとの方針を掲げ、「がんサバイバーシップ支援研究部」を発足させた。研究部では、がんサバイバーシップに関する研究、社会啓発、人材育成の3つの取り組みを行うことになった。
2015年9月9日国立がん研究センターは、日本発のがん免疫治療薬の開発を目指すノイルイミューン・バイオテック（株）を、同センター発ベンチャーとして認定した。
2016年1月11日堀田知光理事長は免疫療法について「免疫療法については本がん研では得意ではなかったため、人材を外部から集めて研究開発を進めたい。免疫療法は次のブレークスルーになる」と述べた。
2017年4月10日国立がん研究センターは、学校法人慶應義塾、山形県、鶴岡市と協定を締結。鶴岡市にある慶應義塾大学先端生命科学研究所と連携していくために、同市の先端研究産業支援センターに「がんメタボロミクス研究室」を開所した。地方創生のための政府関係機関の地方移転の一環として行われた。

## 沿革
- 1962年 2月1日 東京都中央区築地に国立がんセンター設立
- 1992年 7月1日 旧国立柏病院と旧国立療養所松戸病院を統廃合し柏キャンパスに東病院を開設[1]、築地キャンパスの病院が中央病院となる
- 1993年 柏キャンパスに研究所支所開設（現・臨床開発センター）
- 1999年 中央病院に新棟完成
- 2005年 臨床開発センター発足（柏キャンパス）
- 2006年 がん対策情報センター発足
- 2010年4月1日  独立行政法人国立がん研究センターとなる
- 2014年6月1日  希少がんセンター発足
- 2015年4月1日  国立研究開発法人に移行。国立研究開発法人国立がん研究センターとなる。臨床開発センターが先端医療開発センターに改組
- 2016年1月1日  がん予防・検診研究センターが改組され社会と健康研究センターとなる

## 組織
両病院は臨床研究中核病院に指定されている。

### 東病院（柏市）

#### 先端医療開発センター
- 東京大学大学院の連携講座（新領域創成科学研究科先端生命科学専攻がん先端生命科学分野）を開講。東病院長、臨床腫瘍病理分野分野長、新薬開発分野分野長は、同大学院教授・准教授を兼務している[37]。

### 社会と健康研究センター（築地）
2016年1月より、がん予防・検診研究センターが改組され、社会と健康研究センターとなった。
世界保健機関により、1970年に「胃がんの第一次予防・診断・治療」の、また1981年には「喫煙と健康」の、各指定研究協力センターに指定されている。

### がん対策情報センター（築地）
2006年に設立され、「がん情報サービス」などの信頼のできるがん情報の発信やがん登録（院内がん登録、全国がん登録）をはじめとする各種がん統計をとりまとめるなど、国、都道府県、病院を初めとした様々なレベルにおけるがん対策を情報面から支援する役割を担っている。

## 幹部職員

### 歴代総長
カッコ内は前職など
- 田宮猛雄（1962年2月 - 1963年7月／東京大学医学部長、日本医師会会長）
- 比企能達（1964年4月 - 1967年1月／）
- 久留勝（1967年1月 - 1970年9月／大阪大学医学部教授、国立がんセンター病院長）
- 塚本憲甫（1970年9月 - 1974年6月／放射線医学総合研究所所長、国立がんセンター病院長）
- 中原和郎（1974年9月 - 1976年1月／癌研究会癌研究所長、国立がんセンター研究所長）
- 石川七郎（1976年2月 - 1984年7月／慶應義塾大学医学部教授、国立がんセンター病院長）
- 杉村隆（1984年7月 - 1992年1月／国立がんセンター研究所長）
- 末舛惠一（1992年1月 - 1994年3月31日／国立がんセンター病院長）
- 阿部薫（1994年4月1日 - 1999年3月31日／国立がんセンター東病院長）
- 寺田雅昭（1999年4月1日 - 2002年3月31日／国立がんセンター研究所長）
- 垣添忠生（2002年4月1日 - 2007年3月31日／国立がんセンター中央病院長）
- 廣橋説雄（2007年4月1日 - 2010年3月31日／国立がんセンター研究所長）

### 歴代理事長
- 嘉山孝正（2010年4月1日 - 2012年3月31日／山形大学医学部教授・医学部長）
- 堀田知光（2012年4月1日 - 2016年3月31日／国立病院機構名古屋医療センター院長）
- 中釜斉（2016年4月1日 - ／国立がんセンター研究所長）

## 費用負担
- 中央病院では、先進医療として、以下の医療を行っている。
  - CTガイド下気管支鏡検査（肺腫瘍に係るものに限る。）
  - 腫瘍性骨病変及び骨粗鬆症に伴う骨脆弱性病変に対する経皮的骨形成術（転移性脊椎骨腫瘍、骨粗鬆症による脊椎骨折又は難治性疼痛を伴う椎体圧迫骨折若しくは臼蓋骨折に係るものに限る。）
  - 悪性黒色腫におけるセンチネルリンパ節の同定と転移の検索
  - 乳がんにおけるセンチネルリンパ節の同定と転移の検索
  - 胸部悪性腫瘍に対するラジオ波焼灼療法（肺がん（従来の外科的治療法の実施が困難なもの又は外科的治療法の実施により根治性が期待できないものに限る。））
  - 胸部悪性腫瘍に対するラジオ波焼灼療法（乳がん（従来の外科的治療法の実施が困難なもの又は外科的治療法の実施により根治性が期待できないものに限る。）
  - 腎悪性腫瘍に対するラジオ波焼灼療法（腎悪性腫瘍（従来の外科的治療法の実施が困難なもの又は外科的治療法の実施により根治性が期待できないものに限る。）
  - 骨腫瘍のCT透視ガイド下経皮的ラジオ波焼灼療法（転移性骨腫瘍で既存の治療法により制御不良なものに限る。）
- 東病院では、先進医療として、以下の医療を行っている。
  - 悪性腫瘍に対する陽子線治療（固形がんに係るものに限る。）
  - 抗EGFR抗体医薬投与前におけるKRAS遺伝子変異検査（EGFR陽性の治癒切除不能な進行又は再発の結腸又は直腸がんに係るものに限る。）

## 新型コロナウイルス感染
- 2020年4月1日、都内での新型コロナウイルス感染者が78人確認され、うち2人は国立がん研究センター中央病院の女性看護師と男性医師だった。医師は外来診療を担当から、病院は一部を除き、当面外来と入院患者の受け入れを中止する[38]。2020年4月14日、患者受け入れが再開された。[39]

## 交通アクセス
- 中央病院
  - 都営地下鉄大江戸線築地市場駅より徒歩3分
  - 東京メトロ日比谷線築地駅より徒歩6分
  - 都営地下鉄浅草線東銀座駅より徒歩7分
- 東病院
  - つくばエクスプレス柏の葉キャンパス駅西口から東武バス西柏03・西柏04系統「国立がん研究センター」下車
  - JR常磐線柏駅西口から東武バス西柏01・柏44系統「国立がん研究センター」下車
  - 東武野田線江戸川台駅東口から東武バス西柏04系統「国立がん研究センター」下車
  - つくばエクスプレス・東武野田線流山おおたかの森駅東口から東武バス西柏03系統「国立がん研究センター」下車
  - 羽田空港から柏駅西口行きリムジンバス（京浜急行バス・東武バス共同運行）で「国立がん研究センター」下車
  - 東京駅から柏の葉キャンパス駅西口・国立がん研修センター行き高速バス（JRバス関東・東武バス・京成バス共同運行）で「国立がん研究センター」下車

## 不祥事
- 2022年10月5日、放射線医療機器の新規調達を巡り、便宜を図った謝礼として業者からタブレット端末など計約97万円相当の物品を受け取ったとして、中央病院の放射線技術部長が収賄の疑いで逮捕された[40]。10月26日、同じ業者から別に謝礼としてタブレット端末など計180万円超の物品を受け取ったとして再逮捕された[41]。2023年8月に収賄罪で懲役2年、執行猶予4年、追徴金約163万円、タブレット等没収の判決が確定[42]。センターは前部長を9月8日付で懲戒解雇処分とした[42][43]。
- 2023年9月21日、国立がん研究センター東病院の元医長が在職中、医療機器メーカー側に便宜を図る見返りに賄賂を受け取っていたとして、収賄容疑で逮捕された。また、医療機器メーカーのゼオンメディカル（日本ゼオンの子会社）の前社長も贈賄容疑で逮捕された[44]。逮捕容疑は、肝胆膵内科の医長だった2021年5月、ゼオンメディカルが販売するステントを他社製品より優先的に治療で使うなどの便宜を図り、その見返りとして同社から現金約170万円を自分の口座に振り込ませたとしている。警視庁によると、元医長とゼオンメディカルはステントの使用感や有効性などを同社に報告すると同社が1本ごとに1万円を支払う契約を結び、金銭のやりとりをしていた。しかし、契約に実態はなく、実質的に賄賂だったとみられる[45][46]。10月12日、ほかにも約150万円の賄賂を受け取ったとして元医長が再逮捕された[47]。

## エピソード
- 柳田邦男の『ガン回廊の朝』に、本センターの研究者が深夜の帰宅時に電車の車中から東京医科歯科大学の研究室に煌々と灯りが灯っているのを見てショックを受け、その対抗心から本センターの研究者達も終電ぎりぎりまで研究に打ち込むようになったエピソードが記されている[48]。
- 他の一部の病院と違い原則的に患者の症状は本人にすべて通知されるとされている[注釈 2]。但しその後の治療方針やケアなどは患者と医師側で熟慮がなされるという。